# Иван Странджата
Иван Странджата Гръгуш, наричан Гого, е български революционер, войвода на Върховния македоно-одрински комитет.

## Биография
Иван Странджата е роден в малешевското село Ратево, тогава в Османската империя, днес в Северна Македония. От 1894 година до 1900 година е куриер на Македонската организация. Взима участие с четата на мичман Тодор Саев в сражението на Голак, Цапаревския рид. След убийството на Саев става групов началник (войвода). Сражава се и заедно с войводата Никола Лефтеров при връх Готен в 1903 година. В 1906 година разбива сръбската чета на Гюро Църногорец. В 1908 година е войвода в родното си Малешево.
През Балканската война е пунктов войвода и води чета в Малешевско и Беласица. След като областта попада в Сърбия след Междусъюзническата война в 1913 година, бяга в България но се връща. На 20 януари 1914 година Иван Странджата е арестуван от дейци на Черна ръка заедно с друг малешевски войвода Павел Дудуков и след изтезания, двамата са хвърлени живи в кладенец в Пехчево.
На 6 април 1943 година вдовицата му Фрона Пецова Странджова, на 75 години, като жителка на Ратево, подава молба за българска народна пенсия, която е одобрена и пенсията е отпусната от Министерския съвет на Царство България.